# Newborn
Newborn es un pueblo ubicado en el condado de Newton en el estado estadounidense de Georgia. En el censo de 2000, su población era de 520.

## Demografía
En el 2000 la renta per cápita promedia del hogar era de $37,692, y el ingreso promedio para una familia era de $39,000. El ingreso per cápita para la localidad era de $14,210. Los hombres tenían un ingreso per cápita de $36,875 contra $24,904 para las mujeres.

## Geografía
Newborn se encuentra ubicado en las coordenadas 33°31′1″N 83°41′40″O / 33.51694, -83.69444 (33.516980, -83.694572).
Según la Oficina del Censo, la localidad tiene un área total de 4,1 km² (1,6 mi²), de la cual 4,1 km² (1,6 mi²) es tierra y 0 km² (0 mi²) (0.00%) es agua.